# Haggis

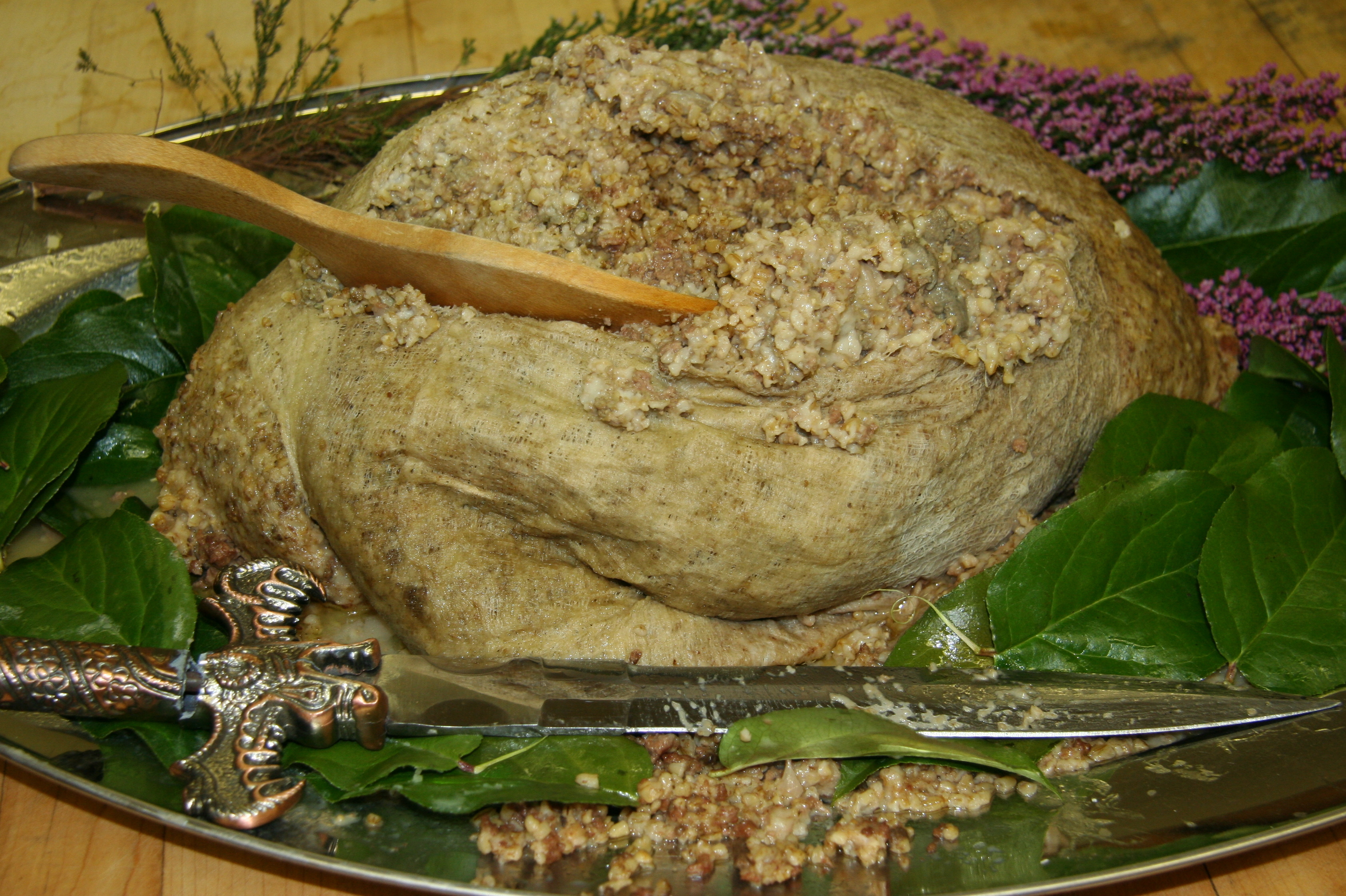
Haggis tradicional, pronto a servir

Haggis é um prato tradicional da cozinha escocesa e consiste num bucho de ovelha recheado com vísceras, ligadas com farinha de aveia. A sua apresentação em banquetes, principalmente nos Burns Suppers reveste-se sempre de um carácter de pompa: é servido ao som das gaitas de foles e cortado com uma espada pelo alto dignitário da mesa.
A importação de pulmões de ovelha, um dos componentes da iguaria, é proibida nos EUA desde 1971, resultando em produção local com receitas modificadas. E de nada valeram, até agora, os apelos dos cidadãos de origem escocesa, dizendo que não ter haggis nas suas festas tradicionais é o equivalente a não ter peru no Dia de Ação de Graças.
O haggis lembra muito a buchada de bode, prato típico da culinária nordestina brasileira. Difere dos maranhos, iguaria da culinária portuguesa, uma vez que nesta preparação o bucho fica inteiro.

## Ver também

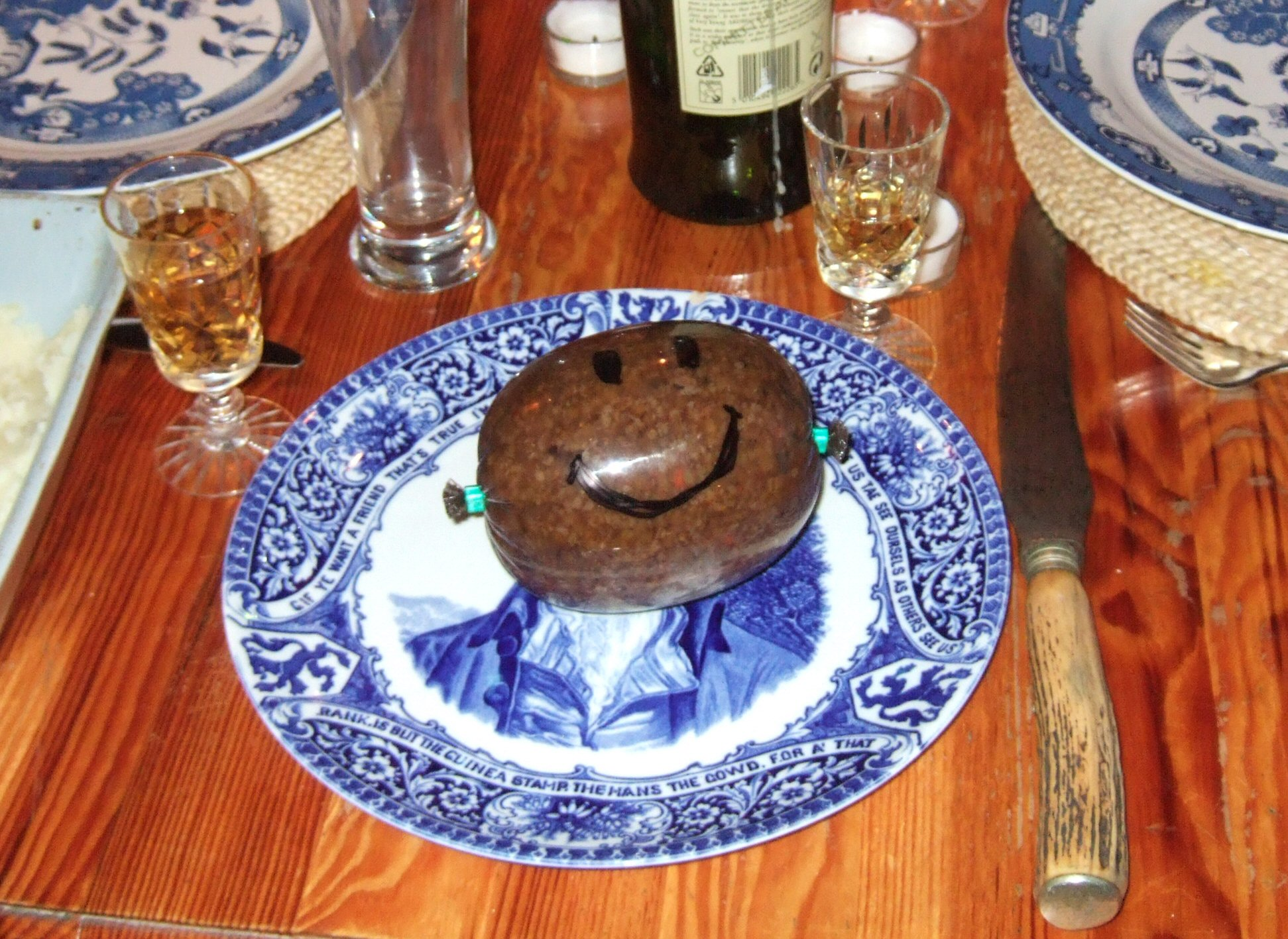
"Haggis" vegetariano, não-tradicional